# Amblyodipsas ventrimaculata
Amblyodipsas ventrimaculata е вид влечуго от семейство Lamprophiidae. Видът е незастрашен от изчезване.

## Разпространение
Разпространен е в Ботсвана, Замбия, Зимбабве, Намибия и Южна Африка (Лимпопо).

## Описание
Популацията на вида е стабилна.